# 808
808(팔백팔)은 807보다 크고 809보다 작은 자연수다.

## 수학
- 합성수로, 그 약수는 1, 2, 4, 8, 101, 202, 404, 808이다. 진약수의 합은 722이므로 808은 부족수다.

## 과학·기술
- 노키아 808: 노키아의 스마트폰.
- 롤랜드 TR-808: 롤랜드의 드럼 머신.
- Ibanez TS-808: 아이바네즈의 이펙터.

## 교통

### 철도
- 수도권 전철 8호선 장자호수공원역의 역번호.

### 도로
- 808번 야마나시현도(일본어판)
- 808번 홋카이도도(일본어판)

## 문화유산
- 대한민국의 보물 제808호: 금동탄생불입상

## 작품
- 《808s & Heartbreak》: 아메리칸 힙합 래퍼 Kanye West의 4번째 정규 음반.
- 《808》: 미국 태생의 대만인 아티스트 판웨이보의 음반.
- 〈808〉: 1999년 아메리칸 R&B 그룹 블라크(Blaque)의 싱글.
- 〈808〉: 2017년 중국 싱어송라이터 장량잉의 곡.
- 〈808〉: 롤랜드 TR-808이 음악에 미친 영향을 나타낸 다큐멘터리.

## 기타
- 날짜: 8월 8일
- 연도: 808년, 기원전 808년
- 808 State: 영국의 일렉트로닉 음악 그룹.